# Tolasella moifensis
Tolasella moifensis är en insektsart som beskrevs av Evans 1972. Tolasella moifensis ingår i släktet Tolasella och familjen dvärgstritar. Inga underarter finns listade i Catalogue of Life.